# Ráth (Erdwerk)

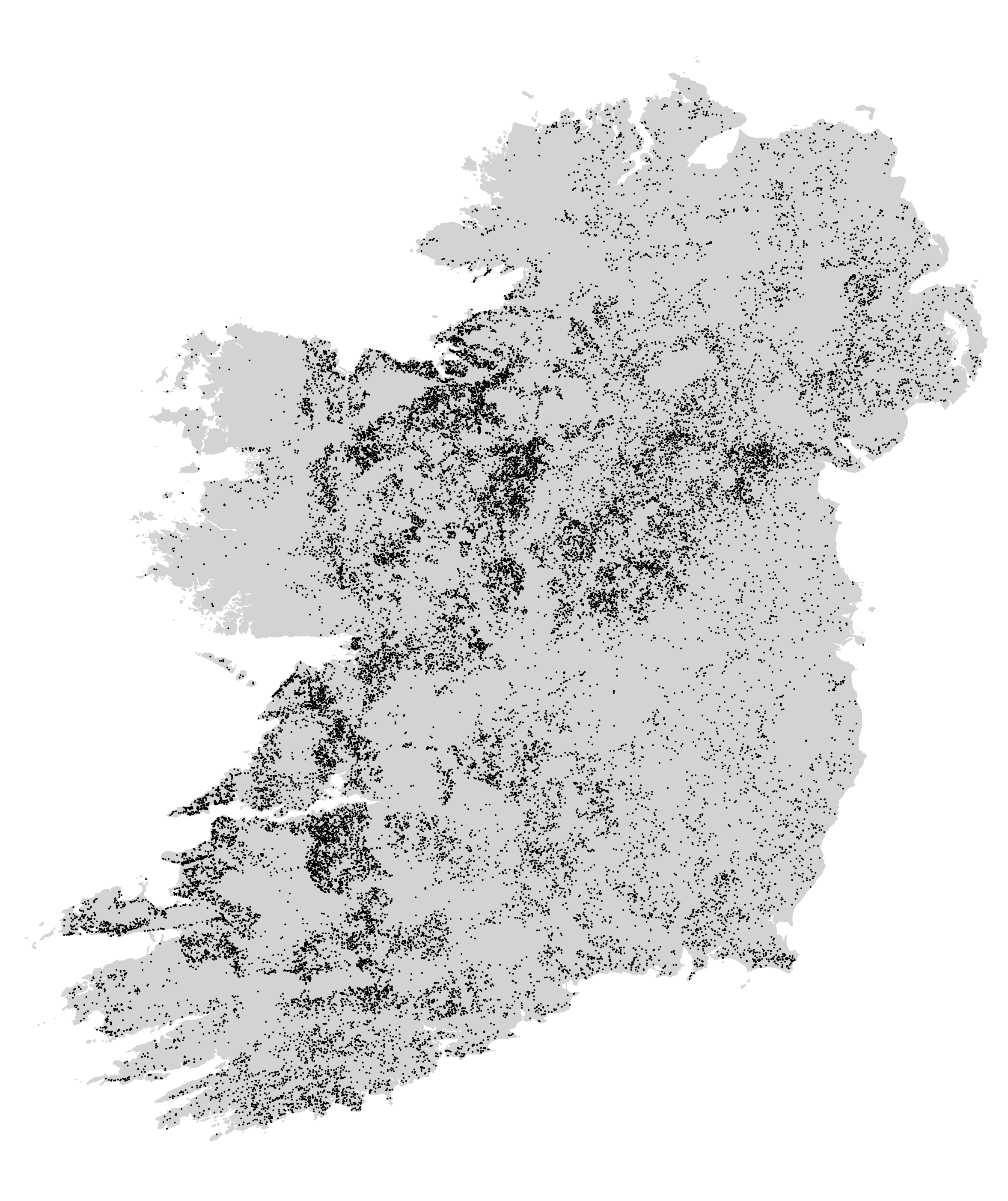
Verbreitung von Ringforts in Irland

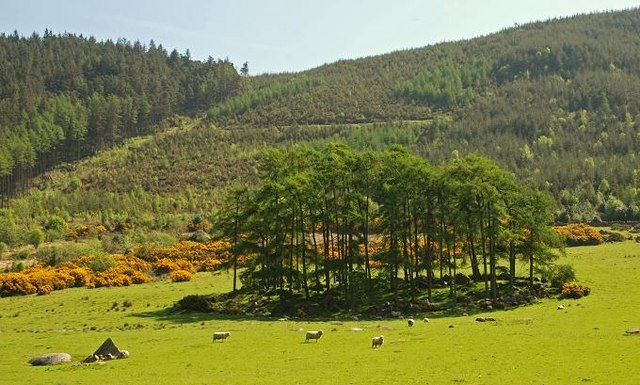
Baumbestandener Ráth bei Rostrevor im County Down Nordirland

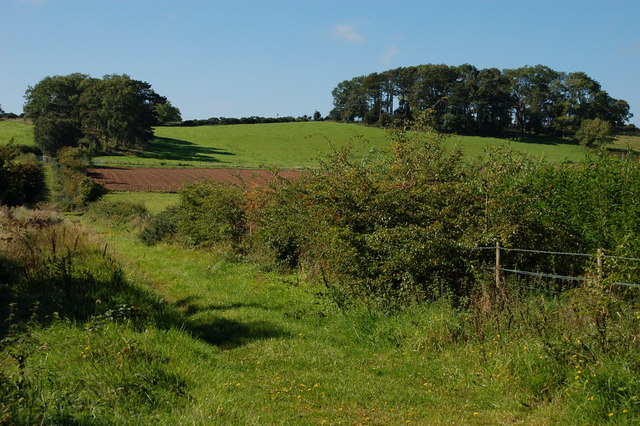
Ráth Ballygrot an der Helen’s Bay County Down – rechts oben im Wald

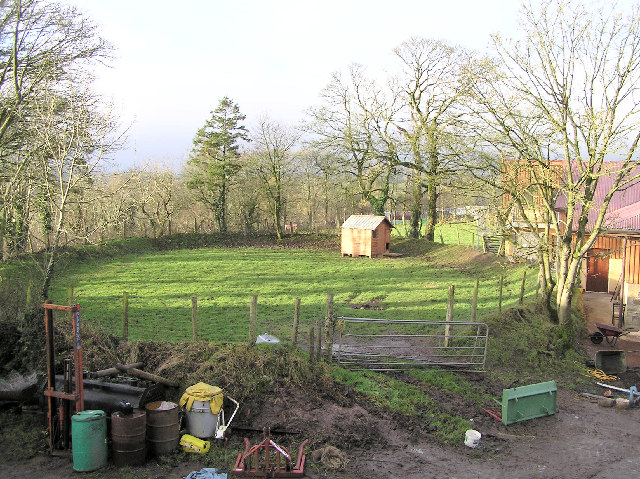
Modern genutzter Ráth bei Clanabogan County Tyrone Nordirland

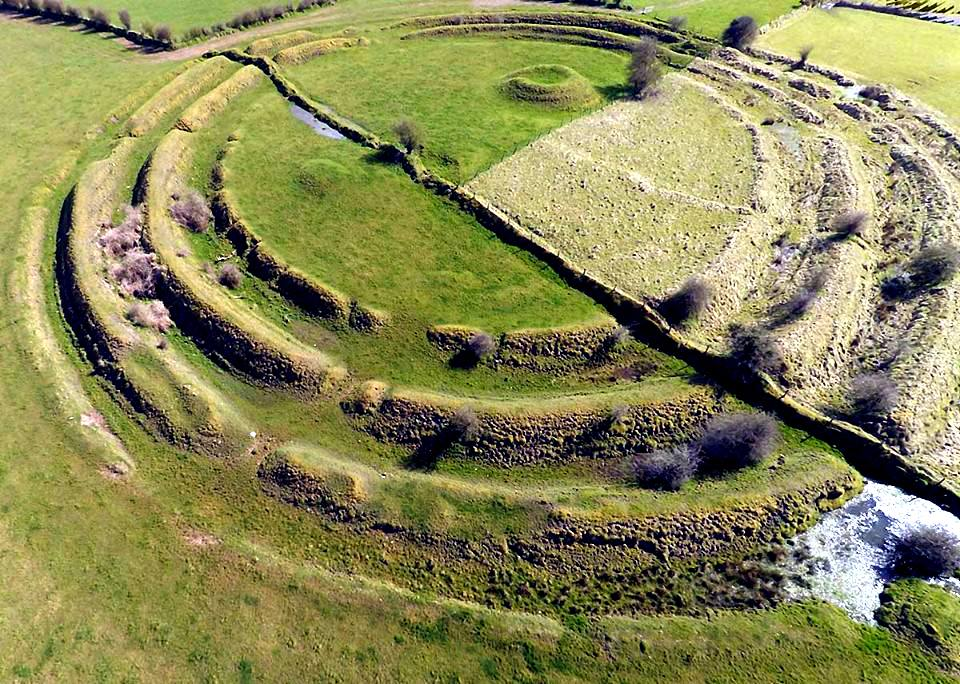
Ringfort von Rathra – vierfach umwallt

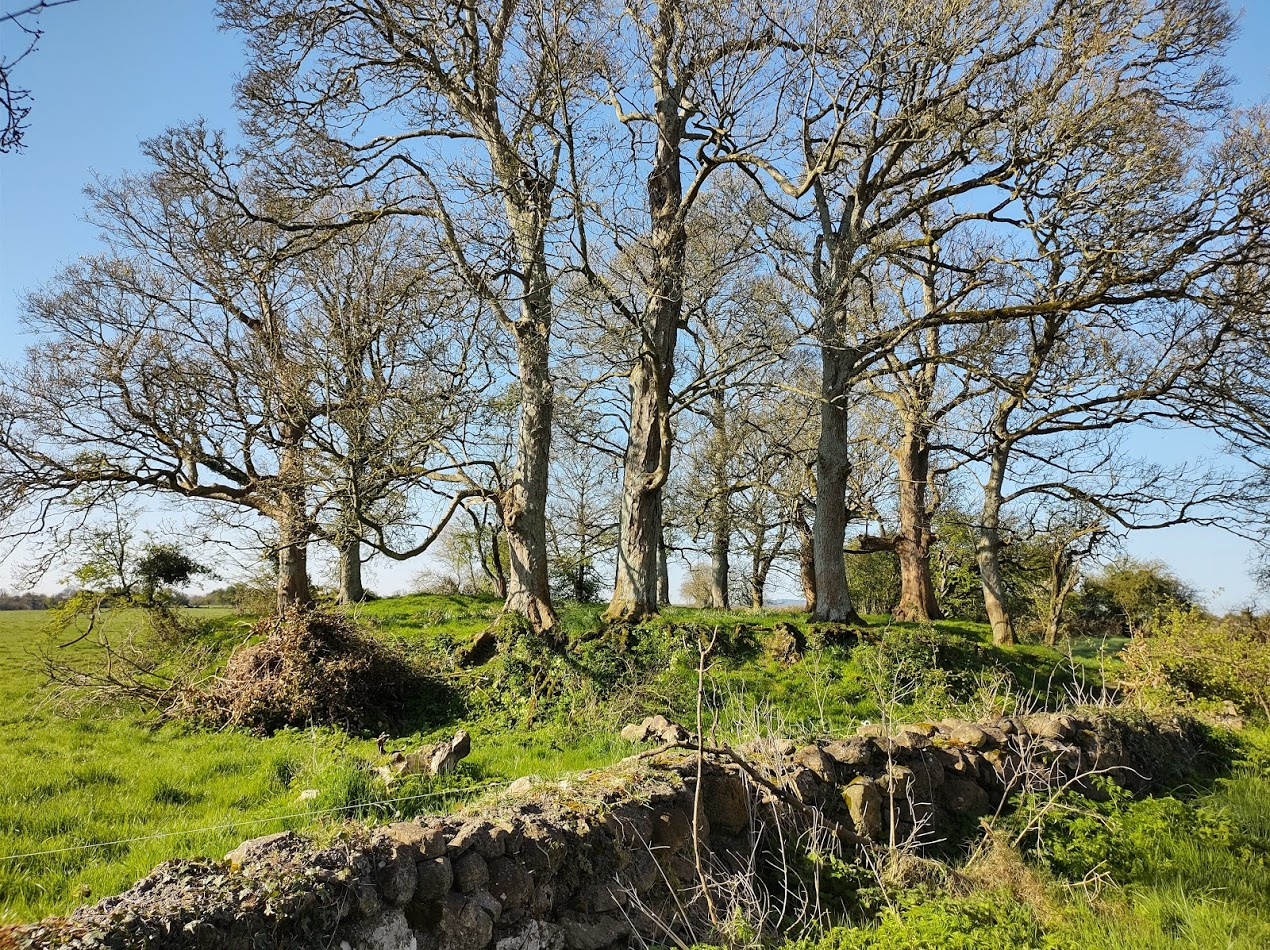
Ráth von Knocknagranshy Limerick

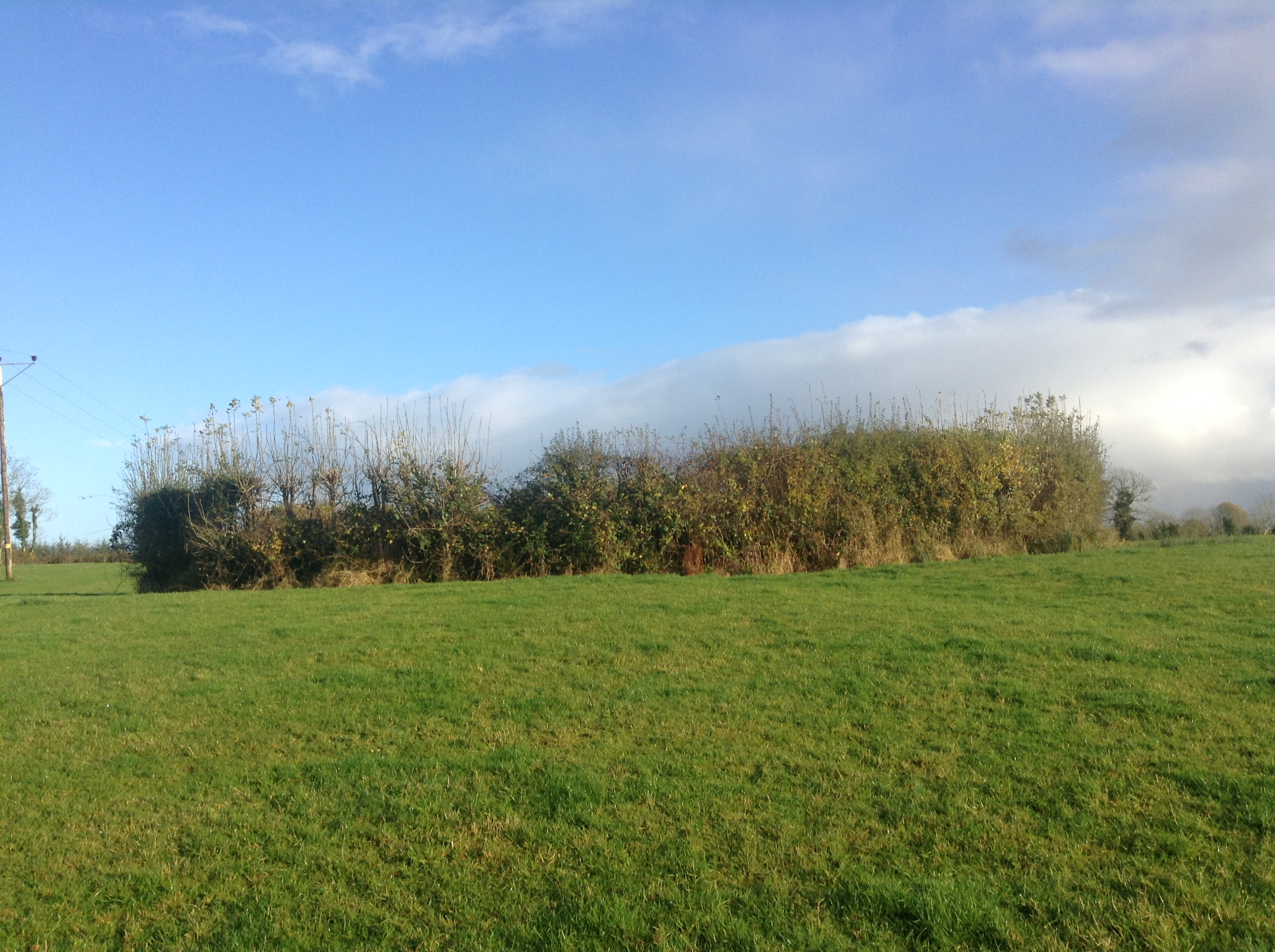
Ráth von Mullaun Leitrim – 16 m Durchmesser

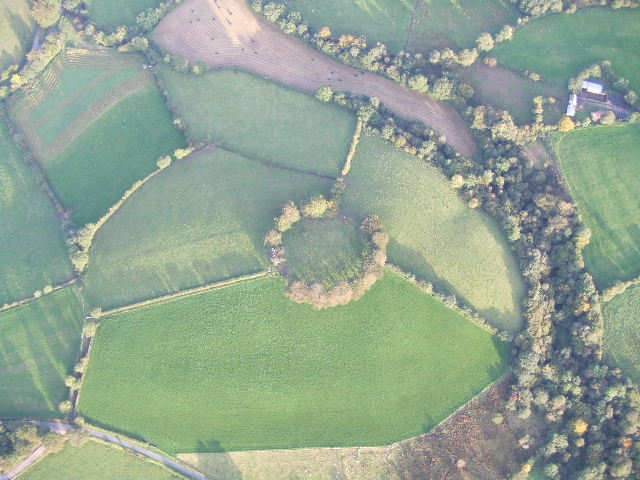
Ráth – Bildmitte – im Luftbild

In der Archäologie bezeichnet Ráth (irisch ráth) ein eisenzeitliches oder älteres irisches Erdwerk; andere Bezeichnungen sind Fairy fort (deutsch: Feenburg), Ráthanna, lios oder englisch Ringfort. Ráths sind kreisrund oder oval und von unterschiedlicher Größe. Durchmesser von 20 m sind häufig, sie können aber, wie beim 2005 bei Derry in Nordirland ausgegrabenen Ráth, auch 100 m weit sein und im Einzelfall auch zum Quadrat (Ráth von Corliss) abweichen. Raths sind auch aus Wales bekannt, wo der Rudbaxton Rath und der Walwyn’s Castle Ráth in Pembrokeshire liegen. Die Bezeichnung „Fairy fort“ (Feenburg) weist auf eine vermutete religiöse Bedeutung als Temene hin.

## Beschreibung
Ein typischer Ráth hat etwa 35 m Durchmesser und ist von einem vier Meter breiten und zwei Meter hohem Erdwall mit Graben umgeben. Ein Damm unterbricht den Graben und führt zu einer Lücke im Wall. Da Ráths vielfach in schwachen Hanglagen errichtet wurden, fällt das innere Gelände oft in Richtung des Zugangs ab. Zu den inneren Merkmalen können Souterrains gehören und Spuren von Rundhütten, die als leichte Erhöhungen sichtbar sind. In Irland wurden zwischen 1930 und 2005 etwa 280 Ringforts ausgegraben. Erste Ringforts entstehen in der Bronzezeit. Der Schwerpunkt liegt allerdings zwischen 600 und 1000 n. Chr. Ihr Bau endet etwa um 1300 n. Chr. Die Daten für Crannógs liegen zwischen 550 und 750 n. Chr.
Zu den Varianten des Ráths gehören Anlagen mit multiplen Wällen und Gräben (Dunglady im County Londonderry, Lisnagade, Lisnavaragh im County Down, das dreifach umwallte und etwa 5,0 m hohe Ballinascaula im County Limerick) und vierfach umwallte Ringfort von Rathra (oder Rathbarna) im County Roscommon sowie einige wenige mit konturmäßigen Anpassungen an die Geomorphologie. Raths treten mitunter in Gruppen auf oder sie tangieren sich. Damit und mit den multiplen Umwallungen zeigen sie Eigenschaften, die auch bei Duns, Henges und Steinkreisen zu beobachten sind.
Eine der Varianten hat einen innen liegenden Graben, der im Innenraum eine einen Meter oder weniger hohe Plattform bestehen lässt. Eine andere Variante ist der erhabene Rath, ein Hügel von bis zu vier Meter Höhe im Inneren. Er wurde als eine Art Motte geschaffen, die ohne Ausgrabung schwer von den späteren cambro-normannischen Anlagen zu unterscheiden ist. Einige Raths tragen die anglisierte Bezeichnung „Fort“ im Namen. Tullaghoge Fort im County Tyrone ist ein Rath, der im 11. Jahrhundert Inaugurationsplatz der Cenél nEógain (der späteren O’Neills) war. Hier residierten die O’Hagans, die mit den O’Cahans die Inaugurationen durchführten.
Matthew Stout veröffentlichte die dendrochronologischen Daten von 114 Ringforts und einiger mit ihnen in Verbindung stehender Crannógs und Souterrains. Der Rath Laoghaire, der Rath of the Synods und der Rath Meave sind die berühmten Raths of Tara.

## Namen
Ähnlich wie beim Dun (z. B. in Dunguaire Castle), der steinernen Version des Ráth, haben eine Reihe irischen Orte den Begriff „Ráth“ oder den gleichbedeutenden Begriff „Lis“ (Lisnagade Rath, Lisnavaragh Rath) als Präfix im Namen:
Nordirland
- Lisbane, County Down
- Lisbellaw, County Fermanagh
- Lisburn, County Antrim
- Lislea, County Armagh
- Lisnacree, County Down
- Lisnarrick, County Fermanagh
- Lisnaskea, County Fermanagh
- Rathkeltair, County Down
- Rathlin Island, County Antrim
- Rathmore, (Clogher) County Tyrone
- Rathmore, County Antrim
- Rathmullan Rath und Motte, County Down
- Rathtrillick, County Armagh
- Rathturret, County Down

Republik Irland
- Liscannor, County Clare
- Liscarroll County Cork
- Lismore County Waterford
- Lispole, County Kerry
- Liselton, County Kerry
- Listowel, County Kerry
- Rathmullan Kloster, County Donegal
- Rathmichael Kirche und Rundturm (Irland), County Dublin
- Rathsonny, County Galway
- Rathmore, County Kerry
- Rathangan, County Kildare
- Rathcoffey Castle, County Kildare
- Rathbeagh, County Kilkenny
- Rathkealy, County Kilkenny
- Rathkeale, County Limerick
- Kloster Rathfran, County Mayo
- Ráth Cairn, County Meath
- Rathmore Kirche und Hochkreuz County Meath
- Rathcroghan (der Rath der Königin Medb), County Roscommon
- Rathurles Kirche und Rath, County Tipperary
- Rathmacknee Castle, County Wexford
- Rathumney Castle, County Wexford
- Rathdrum, County Wicklow
- Rathgall, County Wicklow
- Ringfort Loughbown 1
- Ringfort von Aghadegnan
- Ringfort von Boolattin

auch tautologische Doppelungen von „Lis“ und „doon“ (bei Lisdoonvarna) oder „caher“ und „doon“ (Doon = Dun) (bei Caherdooneerish) kommen vor.